# Абрахм Дівайн
Абрахм Дівайн (англ. Abrahm DeVine, 3 вересня 1996) — американський плавець. Учасник Чемпіонату світу з водних видів спорту 2017, де у своєму півфіналі на дистанції 200 метрів комплексом посів 4-те місце і не вийшов до фіналу.